# هلی ایر موناکو
هلی ایر موناکو (به انگلیسی: Heli Air Monaco) یک شرکت هواپیمایی با کد یاتا YO است که در ۱۹۷۶ میلادی تأسیس شده‌است. دفتر مرکزی هلی ایر موناکو در موناکو واقع شده‌است و قطب این شرکت هواپیمایی در بالگردگاه موناکو قرار دارد و به فرودگاه نیس کوت دازور، پرواز انجام می‌دهد.